# هدى صالح مهدي عماش
هدى صالح مهدي عماش هي عالمة عراقية وأكاديمية.
أطلقت عليها القوات الأمريكية إبان احتلال العراق عدة ألقاب منها سيدة الجمرة الخبيثة، اللقب الذي تبين عدم مصداقيته بعد فشل القوات الأمريكية في تقديم أية أسلحة للدمار شامل بعد احتلال العراق.
ولدت في بغداد عام 1953م، في منطقة الأعظمية، حيث أكملت دراستها هناك بعدها تخرجت من كلية علوم الحياة جامعة بغداد، وبدرجة بكالوريوس، وكانت من الأوائل على بعثتها فحصلت على بعثة إلى جامعة تكساس في الولايات المتحدة الأمريكية حيث حصلت هنالك على شهادة الماجستير في الأحياء المجهرية ثم حصلت على الدكتوراه من جامعة ميزوري.
وبعد دخول القوات الأمريكية المحتلة إلى بغداد شغلت الرقم 53 من أصل ال55 مطلوبا عراقيا على قائمة العراقيين المطلوبين للقوات الأمريكية. وكانت هي المرأة الوحيدة في هذه القائمة واتهمت هدى عمّاش بأنها من الشخصيات التي تحاول إحياء البرنامج النووي العراقي بعد حرب الخليج الثانية.
وشغلت هدى عماش منصب رئيس مجمع علم الأحياء الدقيقة العراقي في جامعة بغداد. وذكر المسؤولون الأمريكيون أن هدى عماش تدربت على يد ناصر الهنداوي الذي وصف بأنه «عراب برنامج الأسلحة البيولوجية العراقية».
وكانت تعاني من مرض سرطان الثدي ويعتقد بأن سببه هو تعرضها للاشعاعات.
ولقد تزوجت من الدكتور أحمد مكي أحمد مدير المركز القومي للحاسبات.

## تحصيلها العلمي
أنهت الدراسة الابتدائية والمتوسطة والثانوية في مدارس الأعظمية عام 1971م، ثم دخلت كلية العلوم في جامعة بغداد وتخرجت فيها بدرجة بكالوريوس علوم حياة عام 1975، وكانت من العشرة الأوائل على دفعتها.
حصلت على بعثة علمية فسافرت إلى الولايات المتحدة الأمريكية والتحقت بجامعة تكساس في دينتون فنالت شهادة الماجستير (أحياء مجهرية) عام 1979.
ثم انتقلت إلى جامعة ميسوري - كولومبيا وحصلت على شهادة الدكتوراه في الأحياء المجهرية في كانون الأول/ ديسمبر عام 1983م بعد طرحها رسالة دكتوراه حول آثار الإشعاع والعلاج الكيميائي، الباراكوات، وعقار أدرياميسين على البكتيريا والثدييات.

## تدرجها الوظيفي
عملت مساعد مختبر في كلية العلوم بجامعة بغداد عام 1975م – 1976م، وتدرجت في الألقاب العلمية من مدرس ثم أستاذ مساعد بكلية العلوم بجامعة بغداد من 1983م– 1990م، وكلية صدام الطبية من عام 1990م-1992م.
ثم نالت مرتبة الأستاذية وعينت مديرا عاما في مكتب أمانة سر القطر عام 1992م – 1993م، وعميدة لكلية التربية للبنات بجامعة بغداد 1993م -1995م وعميدة لكلية العلوم عام 1995م – 1997م.
ثم اختيرت عضوا عاملا في المجمع العلمي عام 1996م ورأست هدى هيئة تحرير المجلة العراقية للأحياء المجهرية، ومجلة كلية التربية للبنات، والمجلة العراقية للعلوم.
وهي عضو جمعية الكيمياء الحياتية البريطانية، وعضو أكاديمية العلوم في ولاية ميزوري في الولايات المتحدة الأمريكية، وعضو الجمعية الأمريكية للمايكروبايولوجي منذ عام 1982م ورئيسة جمعية الأحياء المجهرية العراقية منذ عام 1991م.
وشغلت منصب نائب جمعية الأحياء المجهرية العراقية منذ عام 1991 وشغلت منصب نائب الرئيس فيها من عام 1984م-1991م.
ولها أكثر من ثلاثين بحثا منشورا في الدوريات والمجلات العلمية المتخصصة تتقن العربية والإنكليزية.

## والد هدى عمّاش
- هدى عماش هي ابنة صالح مهدي عماش وهو أحد المسؤولين البارزين في حزب البعث العراقي. وشغل منصب وزير الدفاع عام 1963م، ووزير الداخلية ونائب رئيس الوزراء عام 1968م، وآخر منصب له هو سفير للعراق عام 1977م.

## هدى عمّاش بعد سقوط بغداد
اعتقلت من قبل القوات الأمريكية في التاسع من مايو/ أيار عام 2003م، في العاصمة بغداد بعد أسابيع قليلة من الغزو الأمريكي للعراق. وكانت هي إحدى امرأتين مطلوبتين للقوات الأمريكية حيث إن العالمة البيولوجية رحاب طه كانت هي مطلوبة للقوات الأمريكية واعتقلت أيضا.
وأفرج عن هدى عماش ورحاب طه في ديسمبر / كانون الأول 2005م، بعد أن أعلن المسؤولون الأمريكيون أن العالمتين لم تعودا تشكلان خطرا.
ويذكر أنه من غير الواضح إذا ما رُفِع على أي منهما أية تهم لحد الآن بالرغم من عدم تمكن القوات الأمريكية من تقديم أية أدلة تدعم التهم التي روجت لها وسائل الإعلام الغربية.